# Carolinakanelbusk
Carolinakanelbusk (Calycanthus floridus), også skrevet Carolina-Kanelbusk, er en lille, løvfældende busk med en stivgrenet, lidt åben vækst. 

## Beskrivelse
Barken er først kantet, glat og lysegrøn, senere bliver den filthåret gråbrun, og til sidst er den gråviolet med lyse korkporer. 
Knopperne er modsatte og usynlige, bortset fra den lille, kegleformede endeknop, som dog ofte aborterer. Bladene er ovale til ægformede med bølget eller let takket rand. Oversiden er blank og mørkegrøn, mens undersiden er grågrøn og behåret. 
Blomsterne springer ud i juli, men da de er mørkebrune og sidder skjult mellem bladene, ses de ikke meget. Duften er dog påfaldende stærk og sød, især på fugtigt varme aftener. Frugterne modner ikke i Danmark.
Rodnettet består af tykke hovedrødder, som ligger højt i jorden. Busken spredes, langsomt, ved at danne korte udløbere med rodskud. 
Højde x bredde og årlig tilvækst: 2 x 1,5 m (30 x 20 cm/år), men busken fryser som regel noget tilbage hvert år. 

## Hjemsted
Kanelbusk vokser i det sydøstlige USA, hvor den findes i blandede løvskove i floddale med mineralrig, veldrænet jordbund. 
Ved Lake Seminole, nær Chattahoochee, Florida, USA, findes den i blandet løv- og nåleskov sammen med bl.a. sumpcypres, tulipantræ, amerikansk bøg, blomsterkornel, blyantene, bredbladet kalmia, egebladet hortensia, glansbladet hæg, hvideg, klatrevildvin, rødask, rødløn, skovtupelotræ, sort valnød, sortbirk, svinehickory, virginsk ambratræ, virginsk troldnød og ægte vokspors

## Anvendelse
Barken har været brugt som krydderi af den oprindelig befolkning, da tør bark dufter kraftigt af kryddernelliker. Senere har den også været brugt som kanel-erstatning.
| Portal | Portal:Botanik |

## Note
1. ↑  www.sam.usace.army.mil: US Army Corps of Engineers: Lake Seminole (engelsk)